# 1672 Gezelle
1672 Gezelle è un asteroide della fascia principale. Scoperto nel 1935, presenta un'orbita caratterizzata da un semiasse maggiore pari a 3,1789695 UA e da un'eccentricità di 0,2717702, inclinata di 1,06058° rispetto all'eclittica.
L'asteroide è dedicato al poeta fiammingo Guido Gezelle.